# Sophie von Bayrstorff
Maria Anna Sophia von Bayrstorff, geborene Petin (* 27. Juli 1796 in Neuburg an der Donau; † 26. Februar 1838 in München) war die (erste) Ehefrau des Prinzen Karl von Bayern.

## Leben
Maria Anna Sophia Petin war die Tochter des bayerischen Hauptmanns François Maurice (de) Pétin und seiner Frau Maria Theodora, geborene Freiin von Branca. Sie heiratete am 1. Oktober 1823 in morganatischer Ehe den Prinzen Karl von Bayern (1795–1875), Bruder Ludwigs I., mit dem sie bereits zwei Töchter hatte. Am Tag ihrer Eheschließung wurde sie samt ihren Töchtern Caroline (1816–1889) und Maximiliane (1823–1885) mit Beilegung von Namen und Wappen des 1520 erloschenen altbayrischen Geschlechtes von Bayrstorff in den Adelsstand erhoben (eingetragen bei der Freiherrenklasse am 2. Oktober d. J.). Der Prinz musste wegen dieser Ehe für sich und seine Töchter auf alle Thronrechte verzichten.
Die Baronin Bayrstorff lebte in München, im für sie errichteten Palais Bayrstorff (heute  Palais Bayrstorff-Almeida in der Brienner Straße), und gebar 1827 noch eine weitere Tochter, Franziska Sophie († 1912). Nach ihrem frühen Tod 1838 wurde sie – wie später auch der Prinz und dessen zweite Ehefrau Henriette Schöller – in dem 1838 von dem Münchner Architekten Joseph Daniel Ohlmüller für sie erbauten Mausoleum in Starnberg-Söcking bestattet.
Die drei Töchter wurden mit Grafenstandsdiplom vom 5. Mai 1841 zu Gräfinnen erhoben (eingetragen bei der Grafenklasse am 19. Mai 1841).